# Steorn
Steorn Ltd è una azienda per lo sviluppo di tecnologie avanzate con sede a Dublino, Irlanda.
Questa azienda è venuta alla ribalta della cronaca nell'agosto del 2006 per aver pubblicato una intera pagina a pagamento sulla rivista The Economist dove annunciava di aver inventato una tecnologia per produrre energia libera e pulita (in evidente contrasto alle leggi di conservazione dell'energia), non solo, ma all'interno del comunicato annunciava che avrebbe scelto un giurì di scienziati che avrebbero verificato la bontà dell'invenzione.
Sinteticamente, con tale annuncio, l'azienda afferma di aver sviluppato una tecnologia di Energia libera che può essere equiparata ad una macchina a moto perpetuo. Tale tecnologia è in contrasto con le leggi fondamentali della termodinamica ed in particolar modo con il primo principio.
Al momento, nessuna conferma scientifica su quanto dichiarato dall'azienda è divenuta di dominio pubblico.

## Storia
L'azienda viene fondata nel 2000. Nel maggio del 2006 il giornale The Sunday Business Post riporta che la Soc. Steorn iniziò la sua attività come una società legata al business Internet dot.com, la quale aveva sviluppato un microgeneratore basato sullo stesso principio dei generatori ad energia cinetica. In pratica aveva creato un sito web per l'e-commerce dei prodotti.
nel 2006 Steorn annunciò che la società aveva avuto un finanziamento di circa €2.5 milioni da parte di importanti investitori ed oramai era al terzo anno dei quattro previsti per lo sviluppo del suo microgeneratore.
La Soc. Steorn ha dichiarato che l'anticipazione fatta con l'annuncio dell'Agosto del 2006 sul The Economist è stato fatto come intervento previsto dal proprio piano di gestione crisi al fine di prevenire la perdita della propria priorità sull'invenzione

## Comunicazione dell'invenzione di un dispositivo per la produzione di energia in modo non convenzionale
Nell'Agosto 2006 la società comunica di aver sviluppato una tecnologia per la produzione di energia con efficienza superiore all'unità, in evidente contrasto con le attuali leggi della termodinamica.
Tale annuncio, per certi versi fa assomigliare l'invenzione ad un generatore a moto perpetuo, viene mediaticamente amplificato dalla pubblicazione di una pagina pubblicitaria sulla nota rivista internazionale di economia The Economist. Tale comunicazione inizia con:
Steorn ha poi dichiarato che, la definizione di energia libera si debba intendere come l'energia prodotta senza ricorso alle fonti esterne; energia pulita significa che durante il funzionamento tale tecnologia non produce emissioni inquinanti; energia costante significa che, con l'eccezione di un guasto meccanico, tale tecnologia continuerà a funzionare.
Steorn afferma di essere cosciente che la somma di queste affermazioni sia quella che meglio descrive la loro tecnologia e ciò che afferma è una netta violazione del principio di conservazione dell'energia.
Inoltre afferma che tali dichiarazioni sono state confermate da almeno 8 scienziati e tecnici indipendenti plurilaureati, che hanno verificato il corretto funzionamento del dispositivo, ma non vogliono esporsi in pubblico per timore di essere invischiati in qualche controversia. Non solo, ma l'Accordo di non divulgazione, con loro firmato, gli impedisce di pubblicarne i nomi.
Il 9 febbraio 2007, Steorn ha comunicato che la loro tecnologia sarebbe stata diffusa con il marchio: "Orbo".

### Processo di validazione
L'annuncio della Steorn con la loro pagina pubblicitaria sul The Economist ha attratto l'attenzione di molti scienziati operanti nel campo della fisica sperimentale, con l'intento di indire una sorta di sfida al fine di verificare tali affermazioni.
È stato così indetto un concorso per la nomina di 12 scienziati al fine di organizzare un rigoroso test per verificare le affermazioni della ditta e pubblicare, a livello mondiale, i risultati definitivi. La precisa pianificazione dei test, che non avrebbero dovuto protrarsi oltre la fine del 2007 ed i tipi di test da effettuare, sarebbero stati determinati tramite un apposito gruppo di controllo (Jury) formato da 22 membri.

#### Critiche al processo di validazione scelto da Steorn
- Tutti i partecipanti a tali test ed il giurì sono stati vincolati da un Accordo di non divulgazione (NDA) al fine di impedire la diffusione di notizie non controllate da parte di terzi. Tale vincolo di segretezza ha generato molte critiche, in quanto potrebbe impedire, da parte dei componenti del gruppo di valutazione, la libera divulgazione dei risultati dei test, anche se questi risultassero controproducenti agli interessi della società.
- I nominativi dei 12 scienziati preposti alla verifica dell'invenzione non sono stati pubblicati. La società ha giustificato tale silenzio con la necessità di preservare gli stessi da critiche e pressioni che potrebbero insorgere negli ambienti accademici a cui parte di tali scienziati appartengono.

#### Verdetto del gruppo di controllo
Il gruppo di controllo presieduto dal Professore Emerito di Ingegneria Elettronica dell'Università dell'Alberta Ian MacDonald cominciò i lavori nel febbraio 2007. Nel giugno del 2009 il gruppo di controllo annunciò unanimemente che "I tentativi di dimostrare il funzionamento della tecnologia Steorn non hanno dimostrato la produzione di energia. La giuria è dunque sciolta." Dick Ahlstrom scrisse sull'Irish Times che si poteva definitivamente concludere che la tecnologia Steorn non funzionava.